# Spermacoce keyensis
Spermacoce keyensis là một loài thực vật có hoa trong họ Thiến thảo. Loài này được Small miêu tả khoa học đầu tiên năm 1913.